# هنري بونيلو
هنري بونيلو (بالإنجليزية: Henry Bonello)‏ (13 أكتوبر 1988 في مالطا - ) هو مدرب كرة قدم ولاعب كرة قدم مالطي في مركز حراسة المرمى. شارك مع منتخب مالطا لكرة القدم. أما مع النوادي، فقد لعب مع سلايما واندريرز ونادي فاليتا ونادي هيبرنيانز وVittoriosa Stars F.C. ‏.

## روابط خارجية
- هنري بونيلو على موقع الاتحاد الدولي (مؤرشف)  (الإنجليزية)
- هنري بونيلو على موقع الاتحاد الأوربي (الإنجليزية)
- هنري بونيلو على موقع قاعدة بيانات كرة القدم.إي يو (الإنجليزية)
- هنري بونيلو على موقع ناشيونال فوتبول تيمز (الإنجليزية)
- هنري بونيلو على موقع Soccerway.com (الإنجليزية)
- هنري بونيلو على موقع عالم كرة القدم.نت (الإنجليزية)